# دیویدسون‌ویل (مریلند)
دیویدسون‌ویل (به انگلیسی: Davidsonville) یک منطقهٔ مسکونی در ایالات متحده آمریکا است که در شهرستان آنا آروندل، مریلند واقع شده‌است.